# Коротни (Марий Эл)
Ко́ротни (мар. Коротняк) — старинное русское село в республике Марий Эл, фактически ликвидированное в 1982 году в результате затопления Чебоксарским водохранилищем. Ныне — нежилой населённый пункт.

## Географическое положение
Село было расположено на левобережье Волги, напротив Козьмодемьянска. В настоящее время на этом месте осталась только действующая церковь и действующая паромная переправа, связывающая Козьмодемьянск с Йошкар-Олой. До недавнего времени также работала автостанция.

Очередь на паром в Коротни

## Названия
В старинных документах упоминаются и другие названия: село Ахмылово, Предтеченское. Происхождение названия Коротни связано с именем речки Коротенки, название Ахмылово — с названием озера, а Предтеченское — с именем святого Иоанна Предтечи, в честь которого названа церковь. Марийское название Коротняк является изменённым вариантом русского.

## История
Село было основано русскими переселенцами из Галичского, Костромского и других северных уездов не позднее 1661 года, оно располагалось при большом Московско-Вятском тракте. В 1648 году эти земли в левобережье Волги «вокруг Ахмылова озера, лес и сенные покосы», а также по реке Рутке, были закреплены за Спасо-Юнгинским монастырём, а ранее они принадлежали ясачным марийцам.
По данным переписи 1678 года в селе (приселке) Ахмылово было 13 дворов и 51 житель мужского пола — дворы священника Ивана Петрова и просвирни, 6 дворов монастырских рыболовов, 4 двора бобылей и 1 двор крестьян. В 1692 году впервые упоминается пристань и перевоз через Волгу. В 1717 году здесь числилось 7 дворов и 46 жителей (23 мужчины, 23 женщины).
До 1764 года жители села являлись крепостными Спасо-Юнгинского монастыря, а после секуляризации стали государственными крестьянами. Основными занятиями населения были хлебопашество, животноводство, а также лесные промыслы (рубка и сплав леса, сбор грибов и ягод, охота), рыболовство и отходничество.
По данным 1795 года в селе было 30 дворов и 142 жителя (60 мужского пола и 82 женского). Сеяли рожь, овёс и другие зерновые культуры.
В 1828 году на средства прихожан построена каменная церковь вместо деревянной (двухпрестольный холодный храм Иоанна Предтечи с приделом в честь Сретения Господня).
В 1849 году открылась церковно-приходская школа, с 1866 года находившаяся в ведении земства.
По данным 1859 года в казённом селе Коротни (Ахмылово, Предтеченское) 1-го стана Козьмодемьянского уезда Казанской губернии было 34 двора и 185 жителей (78 мужчин и 107 женщин), имелась православная церковь, а также дровяная и мочальная пристань.
По описанию 1889 года крестьянам села Ахмылово Ахмыловского общества Ардинской волости Козьмодемьянского уезда принадлежала 281 десятина пашни, 170 десятин сенокосных лугов и 66 десятин леса. Была приходская церковь (священник Николай Петрович Ташевский), квартиры полицейского стражника и земского фельдшера, народное училище (учитель Семён Дмитриев), «пожарный сарай», два трактира и две торговые лавки. В 1890 году в селе с 76 дворами числилось 48 семей с пашенными наделами, 19 семей были безземельными, остальные жили на стороне; имелось 84 лошади, 121 голова крупного рогатого скота и 294 головы мелкого скота. В 1891 году жители содержали 72 лошадей, 13 жеребят, 113 коров, 39 телят и бычков, 274 овец, 70 свиней и разную домашнюю птицу.
По переписи 1897 года в селе было 86 дворов, в которых проживало 330 человек (160 мужчин и 170 женщин), в том числе плотники, стекольщики, кузнецы, печники, портные и другие ремесленники. По данным 1898 года в селе Ахмылово, Предтеченское тож имелись каменная церковь, земское училище, центральный хлебозапасный магазин (амбар), 2 торговые мелочные лавки, 2 кузницы, почтовая земская станция, казённый дом лесничего Коротнинского лесничества (в ведении которого были Шарский, Сюгрюмский, Вышкарский, Озерский, Ардинский офицерский лесоучастки с казёнными домами), местопребывание лесного ревизора, квартира полицейского стражника, больница и соляной склад. На хлебных пристанях вблизи села размещались жилые дома и лабазы купцов, смолокуренный завод.
По приходским сведениям 1909 года в селе Ахмылово жило 62 двора русских крестьян (156 мужчин и 172 женщины). В 1913 году жители занимались следующими промыслами: бурлаками и погрузчиками речных судов было 30 человек, 25 занимались рубкой и возкой леса, 7 человек — ямской гоньбой, 5 — садоводством, 3 — пчеловодством, по одному человеку были сапожником, парикмахером и шорником. В 1914 году в народном училище две учительницы обучали 58 учеников. В 1915 году в селе было 90 домов в 72 дворах, проживало 339 человек (325 русских православных и 14 татар-мусульман), вблизи села действовал лесопильный завод купца Ведерникова.
В 1919 году в селе в 98 дворах проживало 440 человек (183 мужчины и 257 женщин), в 1925 году — 358 человек (все русские). В 1920-х годах действовали школа (в 1923 году — 46 учащихся, в 1930 году — 92 человека, в том числе из близлежащих населённых пунктов), церковь, изба-читальня (открыта в 1920 году), лесопильный завод с паровыми двигателями, кузница. По данным 1924 года население села занималось земледелием, животноводством, промыслами, кустарной промышленностью и работало на заводе. Жителям принадлежало 168,8 десятин пашни и 59,7 десятин сенокосов, из скота — 60 рабочих лошадей и коров, 186 овец, 45 свиней, 3 козы и разная домашняя птица. В 1919 году возникла Ахмыловская трудовая артель, в 1924 году названная «Лесоруб». В 1924 году зарегистрировано общество потребителей, а в 1925 году — кредитное товарищество. В 1929 году в селе проживало 586 человек (из них 575 русских и 11 людей других национальностей) в 116 дворах (119 хозяйствах), однако в мае 1930 года значительная часть дворов сгорела, и были построены новые избы и хозяйственные строения.
В 1930-х годах жители работали в колхозе и на лесоразработках. Было создано ТОЗ «Смена», на основе которого в 1929 году организован колхоз «Смена». Также работали промартели «Красный бондарь» по изготовлению бочкотары и колёс (83 человека) и «Коллективный труд» (занимавшаяся лесозаготовкой и вывозом древесины). В 1930 году был устроен рабочий клуб при лесопильном заводе, который тогда назывался «Лесорез». Появилось новое здание школы рядом с церковью, а в 1940 году построен детский сад на 50 мест. Накануне войны построен кирпичный завод, а рядом с пристанью — механическая мельница.
В годы Великой Отечественной войны по состоянию на 1 января 1943 года в селе было 96 дворов. На фронтах войны сражались 186 человек, из них 48 погибли, а 138 вернулись домой, в том числе будущий председатель Коротнинского сельсовета в 1959—1979 годах капитан Николай Константинович Забродин. В колхозе «Смена» работал 131 человек, в том числе 18 мужчин и 98 женщин, остальные — подростки. Имелось 78 голов крупного рогатого скота (в том числе 25 коров), 44 свиньи, 80 овец, 377 кур и гусей, 50 лошадей, а также кузница и водяная мельница, трактор и другие орудия труда. Колхозники трудились на колхозной пашне и в четырех фермах (КРС, свиноводческой, овцеводческой и птицеводческой), а также привлекались к лесозаготовкам и рытью окопов. За один трудодень выдавали деньгами по 1,5 рубля, а также зерно, картофель, овощи, сено и солому. В 1939 году была закрыта церковь, в сентябре 1946 года она вновь открылась.
В 1921—1930 годах Коротни были центром Ахмыловского райсельсовета Козьмодемьянского кантона Марийской автономной области. С 1930 года — центр Ахмыловского сельсовета Горно-Марийского района, с первой половины 1950-х до 1982 года — Коротнинского сельсовета, затем село перешло в состав Озеркинского сельсовета.
В 1946 году в селе начала работать своя электростанция. В Ахмыловской средней школе в 1947 году училось 217 человек, в 1952 году — 398 учащихся, в 1954 году — 667 человек, а в 1971 году — 408 человек. Работали автостанция, столовая, медпункт. После войны село оставалось центром колхоза «Смена», в который в 1950 и 1958 годах влились колхозы ближайших населённых пунктов. В 1966 году организован Коротнинский лесхоз в составе пяти лесничеств. 
В 1982 году сложившийся уклад жизни резко изменился из-за строительства Чебоксарской ГЭС. Перед затоплением жители были переселены, несмотря на то что вдоль побережья Волги строилась водозащитная дамба.

## Население
| 2002 | 2010 | 2013 | 2014 | 2015 |
| ---- | ---- | ---- | ---- | ---- |
| 2    | ↘0   | →0   | →0   | →0   |

По переписи 2002 года в селе жило 2 мужчины (русский и мариец). По переписи 2010 года — без населения.